# Siikalatva
Siikalatva es un municipio de Finlandia. Se ubica a 90 kilómetros al sur de Oulu, en la región de Ostrobotnia del Norte.
Tiene una población de aproximadamente 6.000 habitantes y cubre una área de 2,229.20 km² (58,78 km² correspondientes a agua).

## Creación
Siikalatva se creó por la fusión de cuatro municipios: Kestilä, Piippola, Pulkkila y Rantsila, hecha en 2009. La fusión fue propuesta y aceptada y por el gobierno finlandés, debido a la disminución de población y el endeudamiento de Rantsila. La zona geográfica ya se le conocía como Siikalatva, incluso antes de la creación del municipio.

## Gobierno
La sede de gobierno local se ubica en Pulkkila. Los representantes del concejo municipal son elegidos cada cuatro años. El Partido del Centro ha sido dominante en Siikalatva desde hace décadas. Actualmente posee una mayoría absoluta con 19 de 27 asientos. En las elecciones locales de 2012, el partido Verdaderos Finlandeses obtuvo un total de cinco asientos, siendo la segunda fuerza política más grande.

## Economía
En el plano económico, Siikalatva posee un sector agrícola fuerte. Incluso en 2012, el sector emplea el 26,9% de la población activa. El sector servicios es el más grande, con un 54,6%. La industria, como la fábrica Ruukki (en inglés) ubicada en Pulkkila, da trabajo a un 17,2% de la población. El índice de desempleo era de un 10,9% en septiembre de 2012.

## Otros
Hay cuatro iglesias luteranas en Siikalatva. También los Conservadores Laestadianos tienen un gran número de seguidores en el área.
El escudo de armas de Siikalatva fue diseñado e introducido en 2009. Los colores, azul y plata, son los colores tradicionales de la zona de Ostrobotnia del norte. El patrón ondulatorio simboliza el río Siikajoki y los cisnes representan los cuatro municipios anteriores.